# Crime Scene (RPWL)
Crime scene is een studioalbum van RPWL.

## Inleiding
Die Duitse muziekgroep kwam in 2023 met een conceptalbum over misdaad. Zo zijn er nummers over seriemoordenaar Karl Denke (Another life beyond control) en de doorgeslagen arts Carl Tanzler (Red rose). RPWL wist zich met dit album weer verder te verwijderen van hun grote voorbeeld Pink Floyd. Overeenkomsten blijven nog steeds de lome zang en slepende gitaarpartijen, maar op dit album klinkt het meer eigen, dan op voorgaande albums.
Het album werd opgenomen in de Farm Studios in Freising onder leiding van Lang en Wallner, zowel muziekproducenten als toetsenist en gitarist. Op dit album doet Markus Grützner voor het eerst mee.

## Musici
- Yogi Lang – zang, toetsinstrumenten
- Kalle Wallner – gitaren, toetsinstrumenten
- Markus Grützner – basgitaar
- Marc Turiaux – drumstel

## Muziek
| Nr. | Titel                                       | Duur  |
| --- | ------------------------------------------- | ----- |
| 1.  | Victims of desire (Lang, Wallner)           | 8:16  |
| 2.  | Red rose (Lang, Wallner)                    | 5:35  |
| 3.  | A cold spring day in ‘22 (Lang, Wallner)    | 4:21  |
| 4.  | Life in a cage (Lang, Wallner)              | 6:11  |
| 5.  | King of the world (Lang, Wallner)           | 12:51 |
| 6.  | Another life beyond control (Lang, Wallner) | 7:51  |

A cold spring day verwijst naar de slachtpartij Hinterkaifeck bij Gröbern in Waidhofen (Beieren).